# Кућа др Александра Белића
Кућа др Александра Белића се налази у Београду, у улици Цара Ираклија бр. 30, на територији градске општине Савски венац. Представља непокретно културно добро као споменик културе.

## Александар Белић
Александар Белић (Београд, 1/13. август 1876 — Београд, 26. фебруар 1960) био је српски филолог, професор и ректор Београдског универзитета, председник САНУ и члан многих академија у Југославији и иностранству.

## Изглед куће
Кућа је саграђена крајем 19. века, малих димензија и скромних архитектонских вредности, по типу припада летњиковаца. У њој је од 1940. до смрти, 1960. године, живео и радио Александар Белић, један од водећих научника наше језичке науке, научник светског гласа. Ту се налазила његова библиотека, и настала многа дела науке о језику.